# Levanto (Italië)
Levanto is een gemeente in de Italiaanse provincie La Spezia (regio Ligurië) en telt 5665 inwoners (31-12-2004). De oppervlakte bedraagt 38,0 km², de bevolkingsdichtheid is 151 inwoners per km².

## Demografie
Levanto telt ongeveer 2478 huishoudens. Het aantal inwoners daalde in de periode 1991-2001 met 4,8% volgens cijfers uit de tienjaarlijkse volkstellingen van ISTAT.
| Jaar | Inwoneraantal |
| ---- | ------------- |
| 1991 | 5925          |
| 2001 | 5641          |

## Geografie
De gemeente ligt op ongeveer 3 m boven zeeniveau. De volgende dorpen (frazioni) maken deel uit van de gemeente Levanto: Chiesanuova, Dosso, Fontona, Fossato, Groppo, Lavaggiorosso, Legnaro, Lerici, Lizza, Montale, Pastine, Ridarolo en Vignana.
Levanto grenst aan de volgende gemeenten: Bonassola, Borghetto di Vara, Carrodano, Framura, Monterosso al Mare, Pignone.